# Ruben Fleischer
Ruben Samuel Fleischer (Washington D.C., 31 oktober 1974) is een Amerikaans filmregisseur en -producent.
Fleischer werd geboren en getogen in Washington, D.C. en is de zoon van Karen Lee en David Elliot Fleischer. Hij is afgestudeerd met een major in geschiedenis aan de Wesleyan University in Middletown (Connecticut). Hij verhuisde naar San Francisco, waar hij ging werken als freelance HTML-programmeur. Op advies van filmmaker Mike White (ook afgestudeerd aan de Wesleyan), werkte Fleischer als productie assistent in het schrijverskantoor van Dawson's Creek. Uiteindelijk richtte hij zich op het regisseren en werkte zich een weg door de industrie, waarbij hij videoclips en televisiereclame aanpakte voordat hij in 2009 zijn eerste speelfilm Zombieland regisseerde.

## Filmografie

### Als regisseur

#### Film
- 2009:	Zombieland
- 2011:	30 Minutes or Less
- 2013:	Gangster Squad
- 2018:	Venom
- 2019:	Zombieland: Double Tap

#### Televisie
- 2010: Funny or Die Presents (4 afl.)
- 2012: Escape My Life (5 afl.)
- 2013: The List (televisiefilm)
- 2014: Marry Me (1 afl.)
- 2015: American Housewife (1 afl.)
- 2015-heden: Superstore (6 afl.)
- 2017: Santa Clarita Diet (2 afl.)
- 2017: Spaced Out (televisiefilm)
- 2020: Stumptown (1 afl.)

#### Videoclip
- 2001: I Come From San Francisco van Cold Chains
- 2002: The Game van Gold Chains
- 2003: Dance Commander van Electric Six
- 2003: Fix Up, Look Sharp van Dizzee Rascal
- 2003: The Hit Song van DJ Format
- 2003: Vicious Battle Raps van DJ Format
- 2003: We Know Something You Don't Know van DJ Format
- 2004: Galang van M.I.A.
- 2004: I Believe In You van Amp Fiddler
- 2004: Mocito van Pigeon Funk
- 2004: Stand Up Tall van Dizzee Rascal
- 2007: Pro Nails van Kid Sister
- 2014: Come On to Me van Major Lazer en Sean Paul

### Als producent

#### Film
- 2013: Gangster Squad (uitvoerend)
- 2014: Two Night Stand
- 2017: Unicorn Store
- 2018: The Mule (uitvoerend)
- 2019: Zombieland: Double Tap (uitvoerend)
- 2020: Bad Trip

#### Televisie
- 2013: The List (televisiefilm, uitvoerend)
- 2015-heden: Superstore (81 afl., uitvoerend)
- 2016: American Housewife (1 afl., uitvoerend)
- 2017: Santa Clarita Diet (1 afl., uitvoerend)
- 2017-heden: The Bold Type (35 afl., uitvoerend)
- 2019-heden: Stumptown (18 afl., uitvoerend)

## Prijzen en nominaties
| Jaar | Prijs                             | Werk       | Categorie     | Uitslag     |
| ---- | --------------------------------- | ---------- | ------------- | ----------- |
| 2009 | Filmfestival van Sitges           | Zombieland | Publieksprijs | Gewonnen    |
| 2009 | Rondo Hatton Classic Horror Award | Zombieland | Beste film    | Genomineerd |